# 好きっていわない!
『好きっていわない!』（すきっていわない!）は、早稲田ちえによる日本の漫画作品。
『なかよし』（講談社）にて1992年1月号から同年4月号まで連載された。単行本は同社の講談社コミックスなかよしより全1巻。

## 書誌情報
- 早稲田ちえ 『好きっていわない!』 講談社〈講談社コミックスなかよし〉、1992年9月5日第1刷発行、ISBN  4-06-178729-2
  - 表題作のほか、読み切り作品「すぺしゃるすくーる」「あふたーすくーる」が同時収録されている。